# Martin Glover
Martin Glover (27 de diciembre de 1960), también conocido como Youth u Orion, es un productor musical y miembro fundador del grupo musical Killing Joke. Es también miembro de The Fireman junto a Paul McCartney.

## Biografía
Glover adoptó al principio el nombre de Pig Youth por el cantante de reggae Big Youth, popular en las bandas de punk rock de Londres a finales de la década de 1970. Con quince años, formó la banda de punk The Rage, que salió de gira con The Adverts. Posteriormente se unió a 4" Be 2", una banda fundada por el hermano de John Lydon, Jimmy, y grabó con ellos en sencillo «One of the Lads».
En 1989, Youth y Alex Paterson fundaron la compañía discográfica WAU! Mr. Modo. A comienzos de la década de 1990, Glover formó el dúo musical Blue Pearl con la cantante Durga McBroom y publicó sencillos como «Naked in the Rain», que llegó al puesto cuatro en la lista UK Singles Chart y al quinto en la lista de dance en 1990. El sencillo fue seguido por otros como «Little Brother» y «(Can You) Feel the Passion».
Su compañía Butterfly Records ha producido a artistas como The Verve, Embrace, Vanessa Mae, Dido, Yazz, Zoe, The Cult, Take That, Wet Wet Wet, Tom Jones, The Orb, Maria McKee y Heather Nova. Además, ha trabajado, produciendo o remezclando canciones, para otras bandas como Guns N' Roses, Primal Scream, Siouxsie and the Banshees, Art of Noise, Crowded House, Zoe, P.M. Dawn, Yazoo, Erasure, U2, Bananarama, INXS, Suns of Arqa, Wet Wet Wet, Depeche Mode, The Shamen, Misery Loves Co., Texas, Dolores O'Riordan, Gravity Kills y Fake?.